# Фишер, Майлз
Джеймс Ле́сли Майлз Фи́шер (англ. James Leslie Miles Fisher; род. 23 июня 1983, Даллас, Техас, США) — американский актёр и музыкант.

## Семья и образование
Майлз Фишер родился 23 июня 1983 в Далласе, штат Техас. Его отец, Ричард В. Фишер — бывший президент Федерального резервного банка Далласа. Мать, Нэнси, работала в Американском институте киноискусства (AFI). Дед по материнской линии — республиканец Джеймс М. Коллинз, состоявший в Палате представителей США.
Посещал школу Сент-Маркс (англ. St. Mark's School of Texas) в Далласе, а после переезда семьи в Вашингтон — школу Сент-Олбанс (англ. St. Albans School).
Фишер окончил Гарвардский университет, где изучал англистику. Во время учёбы в Гарварде был членом клубов Порселлиан (англ. Porcellian Club) и Hasty Pudding Club, а также был членом музыкальной а капелла-группы The Harvard Krokodiloes. Фишер был тур-менеджером группы и составлял расписания их выступлений в 24-х странах. Майлз был выбран в качестве одного из двух студентов, произносивших торжественную речь на церемонии выпуска в 2006 году.

## Актёрская карьера
Дебютировал в 1997 году, сыграв молодого Трэвиса МакКлура в телевизионном фильме «Настоящие женщины» (экранизация романа Дженис Вудс), а в 2000 получил главную роль в комедии «Lone Star Struck». В 2001 обозреватель из газеты Newsday Лиз Смит в статье "Miles Fisher, 'It' Boy" назвала актёра «вундеркиндом» и «следующим Томом Крузом». Сходство с Крузом помогло Фишеру в 2002 подписать контракт с агентством по поиску талантов Endeavor Talent Agency.
В 2003 Майлз исполнил небольшую роль Джона Била в военном фильме «Боги и генералы».
В 2008 спародировал Тома Круза в комедии «Супергеройское кино». Критик из «The Baltimore Sun» очень положительно отозвался об актёрской игре Фишера.
В третьем сезоне сериала «Безумцы» сыграл Джеффа Грейвза, приятеля Пола Кинси. В 2010 актёр получил роль Питера Фридкина в популярном фильме ужасов «Пункт Назначения 5», который вышел в 2011. В том же году он исполнил роль агента ФБР Гаррисона в байопике Клинта Иствуда под названием «Дж. Эдгар».

## Личная жизнь
В 2014 году женился на Люси Блоджетт, дочери актёра и писателя Майкла Блоджетта.

## Фильмография
| Год  |    | Русское название     | Оригинальное название | Роль                   |
| ---- | -- | -------------------- | --------------------- | ---------------------- |
| 1997 | тф | Настоящие женщины    | True Women            | молодой Трэвис МакКлюр |
| 2000 | ф  |                      | Lone Star Struck      | Вэл                    |
| 2003 | ф  | Боги и генералы      | Gods and Generals     | Джон Бил               |
| 2008 | ф  | Супергеройское кино  | Superhero Movie       | Том Круз               |
| 2009 | с  | Чистильщик           | The Cleaner           | офицер Кеннет Герман   |
| 2009 | с  | Сплетница            | Gossip Girl           | Клеммер                |
| 2009 | с  | Безумцы              | Mad Men               | Джефф Грейвз           |
| 2011 | ф  | Пункт назначения 5   | Final Destination 5   | Питер Фридкин          |
| 2011 | с  | Долина смерти        | Death Valley          | Трэвис                 |
| 2011 | с  | Ясновидец            | Psych                 | Реджинальд Паркер      |
| 2011 | ф  | Дж. Эдгар            | J. Edgar              | агент ФБР Гаррисон     |
| 2012 | ф  | Детородные           | The Babymakers        | жених                  |
| 2014 | с  | Обзор                | Review                | Тэд Валентайн          |
| 2015 | с  | Мужчина ищет женщину | Man Seeking Woman     | Грехэм                 |
| 2015 | ф  | Я, он, она           | Me Him Her            | Скотт                  |
| 2016 | с  | Две девицы на мели   | 2 Broke Girls         | Адам                   |
| 2016 | с  | Час пик              | Rush Hour             | Томас Шиа              |
| 2017 | с  | Настоящие О’Нилы     | The Real O'Neals      | Ричард                 |
| 2018 | с  | Мик                  | The Mick              | священник Зак          |
| 2019 | с  | Политик              | The Politician        | Тэд                    |